# Friedrich Wiebe
Friedrich Wiebe, auch Friedrich Ernst Eduard Wiebe, (* 14. Februar 1829 in Flatow, Westpreußen; † 15. Februar 1882 in Berlin) war ein deutscher Eisenbahnbaumeister.

## Biografie
Wiebes Vater war der Jurist Friedrich Leopold Wiebe, seine Mutter eine geborene Schirrmeister. Sein Onkel war der Ingenieur und Baumeister Eduard Wiebe. Er hatte drei Brüder, darunter die Ingenieure Hermann und Adolf Wiebe.
Wiebe machte 1852 die Feldmesserprüfung und anschließend ein Studium an der Berliner Bauakademie. Dort bestand er 1858 das Baumeisterexamen. Im April 1858 begann er bei der Bergisch-Märkischen Eisenbahn. Im September 1865 wurde er Eisenbahnbaumeister in Mönchen-Gladbach und im Dezember 1866 Eisenbahn-Bauinspektor bei der Niederschlesisch-Märkischen Eisenbahn in Berlin. Im September 1867 ging er nach Bremen zur Hannoverschen Eisenbahn und wurde 1871 Oberbetriebsinspektor. Im März 1872 wurde er Baurat und Mitglied der Eisenbahndirektion in Hannover und im November desselben Jahres Regierungs- und Baurat. Im März 1875 wurde er Kaiserlicher Regierungsrat im Reichseisenbahnamt, 1876 Geheimer Regierungsrat und Vortragender Rat und 1882 Geheimer Oberregierungsrat.